# Guvernul Dimitrie Ghica (București)
Guvernul Dimitrie Ghica (București) a fost un consiliu de miniștri care a guvernat Principatul Munteniei în perioada 19 iulie 1861 - 22 ianuarie 1862.

## Componență
- Președintele Consiliului de Miniștri

Dimitrie Ghica (19 iulie 1861 - 22 ianuarie 1862)
- Ministrul de interne

Dimitrie Ghica (19 iulie 1861 - 22 ianuarie 1862)
- Ministrul de externe

Apostol Arsache (19 iulie 1861 - 22 ianuarie 1862)
- Ministrul finanțelor

Alexandru Plagino (19 iulie 1861 - 22 ianuarie 1862)
- Ministrul justiției

Ioan C. Cantacuzino (19 iulie - 21 octombrie 1861)
ad-int. Apostol Arsache (21 -27 octombrie 1861)
Scarlat Fălcoianu (27 octombrie 1861 - 22 ianuarie 1862)
- Ministrul cultelor

Scarlat Fălcoianu (19 iulie - 1 august 1861)
Nicolae A. Niculescu (1 august 1861 - 22 ianuarie 1862)
- Ministrul de război

Colonel Ioan Gr. Ghica (19 iulie 1861 - 22 ianuarie 1862)
- Ministrul controlului (Ministerul avea atribuțiile Curții de Conturi)

Gheorghe Văleanu (19 iulie 1861 - 22 ianuarie 1862)

## Articole conexe
- Guvernul Dimitrie Ghica (București)
- Guvernul Dimitrie Ghica
- Guvernul Ion Ghica (Iași)
- Guvernul Ion Ghica (București)
- Guvernul Ion Ghica (1)
- Guvernul Ion Ghica (2)
- Guvernul Ion Ghica (3)

## Sursă
- Stelian Neagoe - "Istoria guvernelor României de la începuturi - 1859 până în zilele noastre - 1995" (Ed. Machiavelli, București, 1995)

| Precedat(ă) de: Guvernul Ștefan Golescu (București) | Guvernul Dimitrie Ghica (București) 19 iulie 1861 - 22 ianuarie 1862 | Succedat(ă) de: Guvernul Barbu Catargiu |